# Koposov I
El Koposov I és un cúmul globular de baixa lluminositat a la constel·lació de la Verge en l'halo de la Via Làctia. Va ser descobert, juntament amb grup globular Koposov II per S. Koposov et al. el 2007.
Koposov I i Koposov II van ser descrits pels seus descobridors com els "cúmuls globulars de lluminositat més baixa que orbiten la Via Làctia", juntament amb AM 4, Palomar 1 i Whiting 1.